# Зислис, Вольф Львович
Вольф Львович Зислис (1902, Оргеев, Кишинёвский уезд, Бессарабская губерния — 1964, Кишинёв) — участник коммунистического подполья в Бессарабии. В 1924—1925 и 1927—1930 годах — секретарь подпольного Кишинёвского горкома Коммунистической партии Румынии, в 1930—1931 годах — секретарь Бессарабского обкома компартии Румынии.

## Биография
Родился в Оргееве (теперь райцентр Оргеевского района Молдовы) в бедной семье, получил начальное образование там же, работал кожевником. В революционном и профсоюзном движении — с начала 1920-х годов, неоднократно подвергался арестам, в 1931—1940 годах — в заключении в Кишинёве и в румынской тюрьме Дофтана для политических заключённых. Освобождён после присоединения Бессарабии к СССР в 1940 году, работал на предприятиях лёгкой промышленности Кишинёва.